# 匈牙利人列表
匈牙利人按职业分类，可以从以下各列表中查询。
- 匈牙利君主列表
- 匈牙利总理列表
- 匈牙利艺术家列表（英语：List of Hungarian artists）
- 匈牙利演员列表（英语：List of Hungarian actors）
- 匈牙利作家列表（英语：List of Hungarian writers）
  - 匈牙利小说家列表（英语：List of Hungarian novelists）
- 匈牙利建筑家列表（英语：List of Hungarian architects）
- 匈牙利画家列表（英语：List of Hungarian painters）
- 匈牙利作曲家列表（英语：List of Hungarian composers）
- 匈牙利哲学家列表（英语：List of Hungarian philosophers）
- 匈牙利雕刻家列表（英语：List of Hungarian sculptors）
- 匈牙利电影导演列表（英语：List of Hungarian film directors）
- 匈牙利裔美国人列表（英语：List of Hungarian Americans）

|  | 本条目是人物相关列表索引。 |